# Список протоколів вебслужб
Список протоколів вебслужб. 
- BEEP — Blocks Extensible Exchange Protocol
- E-Business XML
- Hessian
- JSON-RPC
- JSON-WSP
- Qworum [Архівовано 23 лютого 2011 у Wayback Machine.] — Визначає концепцію сервісів Qworum, будівельних блоків для вебзастосунків. Служби Qworum повертають XML як звичайні служби RPC.
- REST (Representational State Transfer)
- SOAP — розвиток XML-RPC, акронім для Simple Object Access Protocol
- UDDI Universal Description, Discovery, and Integration
- Web Processing Service (WPS)
- Web Services Description Language (WSDL)
- WSFL — Web Services Flow Language (замінений BPEL)
- WSCL — Web Services Conversation Language
- XINS Standard Calling Convention — HTTP параметри (GET/POST/HEAD), POX
- XLANG — XLANG-Specification (замінений BPEL)
- XML-RPC — XML Remote Procedure Call